# Tenuipalpus sandyi
Tenuipalpus sandyi är en spindeldjursart som beskrevs av De Leon 1965. Tenuipalpus sandyi ingår i släktet Tenuipalpus och familjen Tenuipalpidae. Inga underarter finns listade i Catalogue of Life.